# Bistum Agartala
Das Bistum Agartala (lateinisch Dioecesis Agartalana) ist eine in Indien gelegene römisch-katholische Diözese mit Sitz in Agartala.

## Geschichte
Das Bistum Agartala wurde am 11. Januar 1996 durch Papst Johannes Paul II. mit der Apostolischen Konstitution Venerabiles Fratres aus Gebietsabtretungen des Bistums Silchar errichtet und dem Erzbistum Shillong als Suffraganbistum unterstellt. Erster Bischof wurde Lumen Monteiro CSC.